# Amédée Burat
Amédée Burat (* 27. Juli 1809 in Paris; † 1883) war ein französischer Geologe.

## Leben
Burat war ein Bergbauingenieur, der 1830 bis 1832 an der Ecole des Mines bei Elie de Beaumont und Ours-Pierre-Armand Petit-Dufrenoy studiert hatte. Danach war er eine Weile als Ingenieur in der Industrie (Bau von Dampfmaschinen). Schon 1833 veröffentlichte er allerdings ein Buch über die Vulkane des Zentralmassivs und er war an der Neuauflage des Geologie-Lehrbuchs von Jean-François D'Aubuisson de Voisins  (1769–1841) beteiligt. Er lehrte 1838 bis 1881 als Professor für Bergbau, Geologie und Mineralogie an der École centrale des Arts et Manufactures. Außerdem war er Geologie-Professor an der École spéciale d'architecture und Herausgeber des Journal de l'industriel et du capitaliste.
Er veröffentlichte über Bergbau und Bodenschätze wie Kohle, angewandte Geologie (sein Lehrbuch erschien in fünf Auflagen 1843 bis 1871) und eine Geologie Frankreichs. Zur Vorbereitung seines Lehrbuchs der angewandte Geologie bereiste er viele Bergwerke in Europa, auch in Deutschland. Er war geologischer Berater im französischen Kohle-Bergbau (speziell in Blanzy).

## Schriften
- Description des volcans de la France centrale, Paris: Levrault 1833
- Géologie appliquée, ou Traité de la recherche et de l'exploitation des minéraux utiles, Paris: Langlois et Leclercq, 1843, 5. Auflage 1870
- Étude sur les mines. Théorie des gîtes métallifères appuyée sur la description des principaux types du Harz, de la Saxe, des provinces rhénanes, de la Toscane, etc., Paris: Langlois et Leclercq, 1845
- De la Houille. Traité théorique et pratique des combustibles minéraux (houille, anthracite, lignite etc), Paris:Langlois et Leclercq, 1851.
- Commerce des houilles en France. Marchés du littoral, importations anglaises, Paris, 1852.
- Minéralogie appliquée. Description des minéraux employés dans les industries métallurgiques et manufacturières, dans les constructions et dans l'ornement, Paris, Lüttich 1864
- Les houillères de la France en 1866, 1867
- Géologie de la France, Paris: J. Baudry 1874
- Cours d'exploitation des mines, Paris: J. Baudry, 1871